# Slip It In
Slip It In es el cuarto álbum de estudio de la banda estadounidense de hardcore punk Black Flag, fue lanzado en 1984 por la discográfica SST Records.
Slip It In es una extensión del sonido que la banda plasmo en su predecesor My War, un álbum heavy, catártico, intenso, denso y progresivo. En estos puntos, Black Flag fue considerado por muchos como una de las bandas líderes de la escena punk norteamericana. El álbum continua con los recientes arreglos de canciones más largas, los cuales seguirían desarrollándose hasta el final de la banda. También cuenta con Henry Rollins mostrándose como compositor, contribuyendo en cuatro de las ocho canciones del álbum. El álbum también demuestra el creciente contenido de canciones instrumentales, donde Greg Ginn demuestra su forma de tocar cada vez más compleja.

## Grabación y estilo
Slip It In fue grabado en los breves descansos de la gira de My War. En este año lanzaron tres álbumes de larga duración, y salieron de gira constantemente, Rollins contó alrededor de 178 presentaciones por año. Ya sin Dukowski, Ginn le cedió más lugar a Rollins, quien expresó alguna disconformidad sobre ser el de facto portavoz del grupo, mientras que Ginn era el líder reconocido (ya que Ginn escribía la mayoría de las canciones del grupo).
El estilo de Slip It In es muy similar al álbum previo de Black Flag, My War, pero no es exacto. Las canciones son consideradas más heavys, pero están en un tempo más rápido similar al influyente álbum debut Damaged. En el medio del álbum, se encuentra un track instrumental titulado "Obliteration" con los destacados acordes progresivos de Ginn's. Un crítico escribió que Slip It In "mancha la línea entre el imbécil punk y el estúpido metal" por la letra de la canción que le dio nombre al álbum "Slip It In" es atrevida y furiosa. El mismo Ginn una vez dijo "¿porqué los chicos no pueden expresar abiertamente su goce de la promiscuidad sexual sin ser tildado de putas?"

## Marketing
Aunque SST Records fue muy lento para la publicidad del álbum, la canción Slip It In contó con un video musical el cual es de muy bajo presupuesto y se hizo muy rápidamente. El clip se centra en un profesor el cual sus labios van sincronizados con la letra de la canción, junto con la clase y los cortos de la banda tocando la canción en vivo. El video termina con el profesor promocionando el álbum y diciéndole a sus estudiantes que vallan a verlos durante la gira.
El video musical tuvo un breve paso por MTV pero no sirvió debido a la duración del video (seis minutos) y el contenido lírico de la misma. Este fue de los pocos videos musicales de Black Flag en ser emitido en la cadena MTV. Esto género controversia entre sus fanes, debido al hecho de que los miembros de la banda estaban en contra de ser "vendidos", para basarse solo en la promoción independiente de volantes, afiches y otros métodos de bajo presupuesto.

## Lista de canciones
1. "Slip It In" (Ginn) – 6:17
2. "Black Coffee" (Ginn) – 4:53
3. "Wound Up" (Ginn/Rollins) – 4:17
4. "Rat's Eyes" (Ginn/Rollins) – 3:57
5. "Obliteration" (Ginn) – 5:51
6. "The Bars" (Dukowski/Rollins) – 4:20
7. "My Ghetto" (Ginn/Rollins) – 2:02
8. "You're Not Evil" (Ginn) – 7:00

## Créditos
- Henry Rollins - voz
- Greg Ginn - guitarra, productor
- Kira Roessler - bajo, coros
- Bill Stevenson - batería, productor

## Créditos adicionales
- Davo Claassen - coros
- Suzi Gardner - coros
- Chuck Dukowski - coros
- Spot - productor, ingeniero
- Raymond Pettibon - arte